# Env

env este o comandă UNIX care permite tipărirea sau modificarea mediului shell în care sunt executate comenzile.

## Sintaxă
```
env [opțiuni] [NUME=VALOARE] [comandă [argumente]]
```

Dintre opțiunile cele mai importante amintim:
-i (ignore environment) - ignoră setarea mediului shell
-u (unset) - șterge o variabilă

## Exemple
Pornește un nou shell fără nici o variabilă setată
```
env -i /bin/sh
```

Pornește programul xcalc pe un display diferit
```
env DISPLAY=foo.bar:1.0 xcalc
```